# Saint-Julien (Belgique)
Pour les articles homonymes, voir Saint-Julien.
Saint-Julien (en néerlandais : Sint-Juliaan) est un hameau de la province belge de Flandre occidentale. Il est situé à Langemarck, une section de Langemarck-Poelcappelle. Le village est situé à trois kilomètres au sud du centre de Langemarck, le long de la N313 entre Ypres et Poelcappelle. Elle est devenue une paroisse indépendante en 1909, nommé d'après saint Julien.

## Lieux d'intérêt

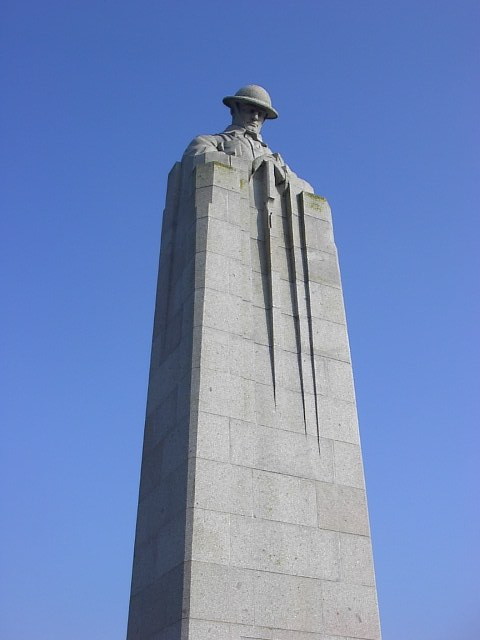
Monument canadien, Soldat en méditation

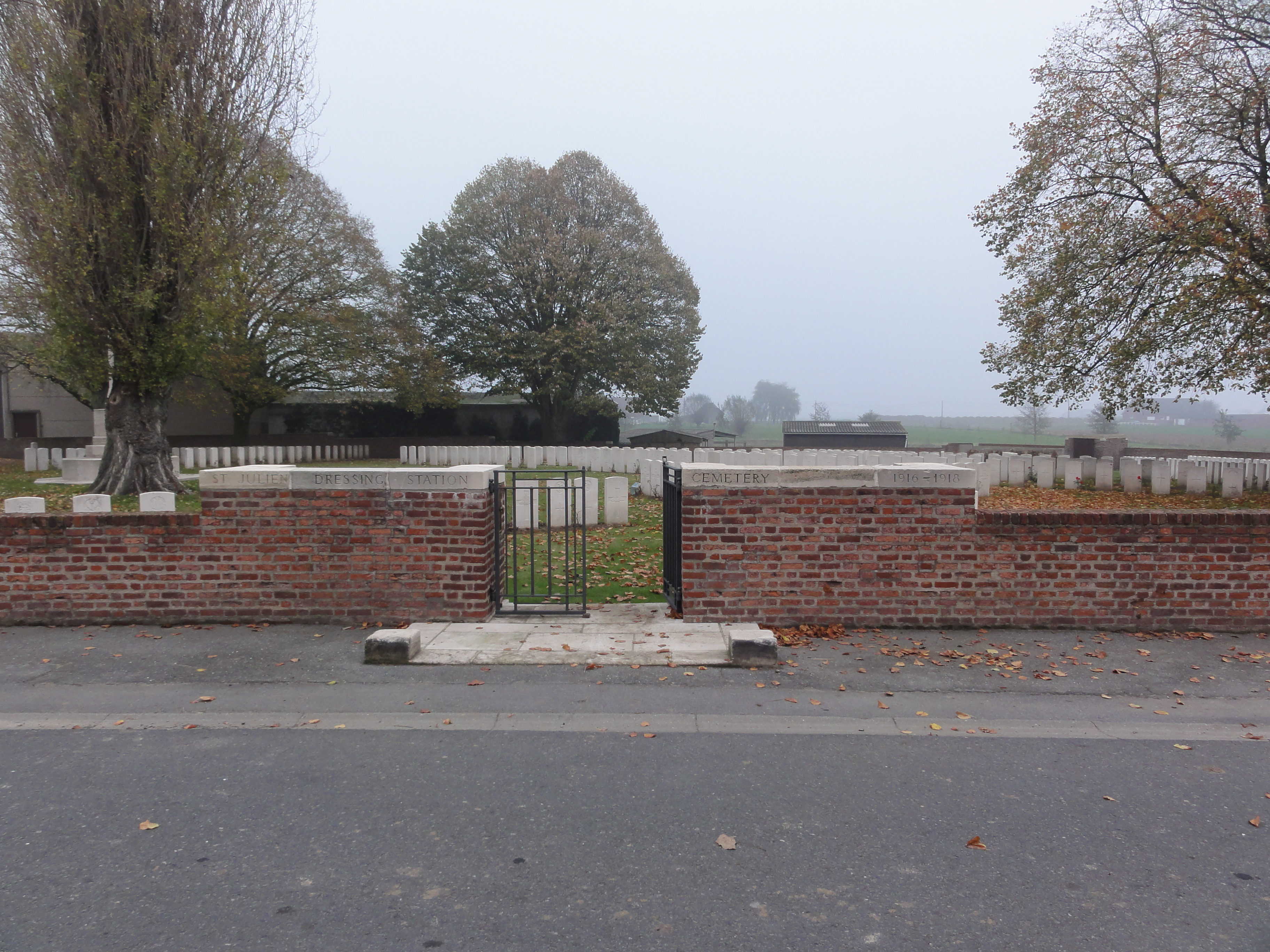
Cimetière britannique à Saint-Julien : St. Julien Dressing Station Cemetery

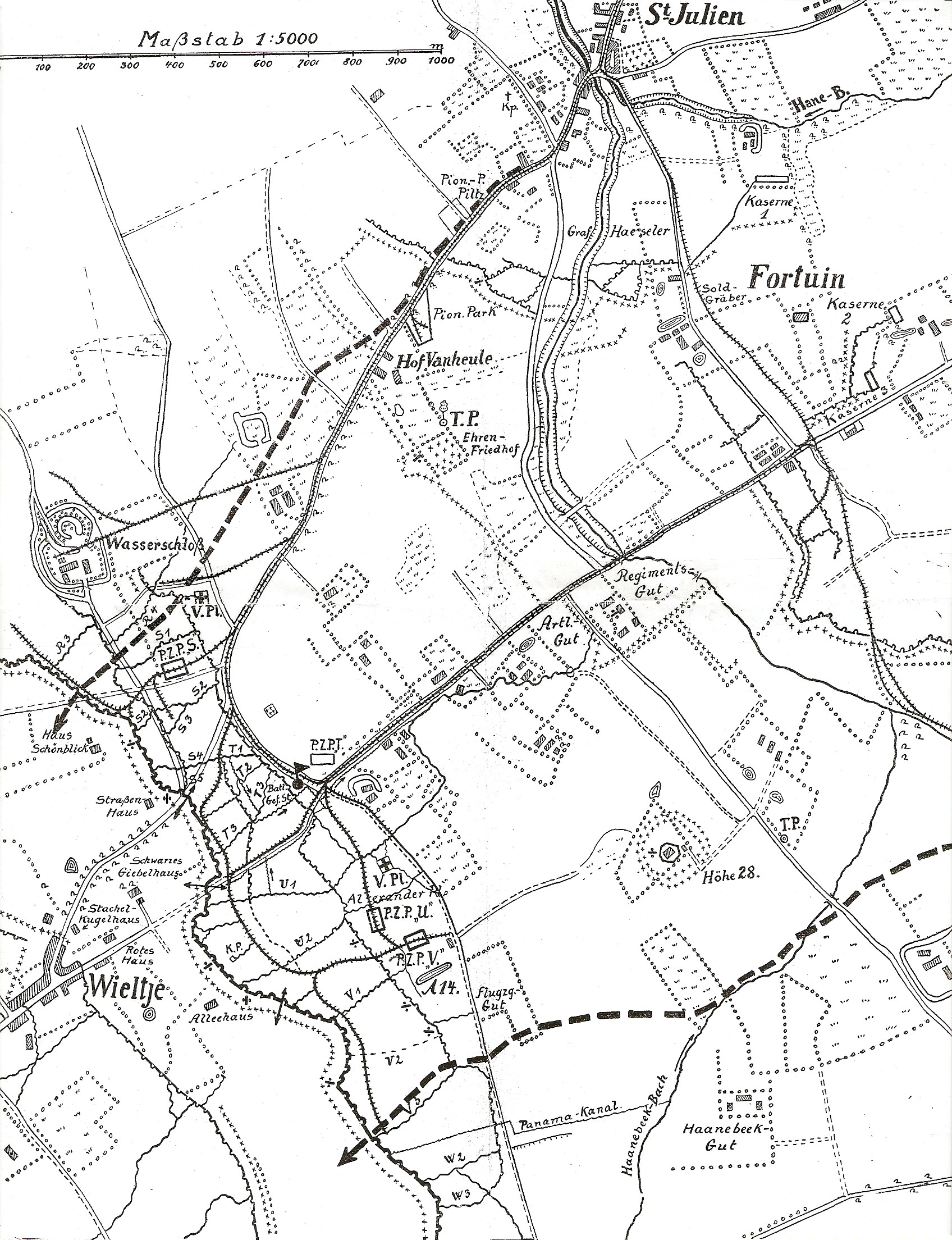
Saint Julien pendant l'hiver 1915/16

- L'église a été reconstruite en 1925 après avoir été détruite pendant la première guerre mondiale. L'église est à trois nefs, chacune avec son propre toit à deux versants.
- Le Steenakkermolen, un moulin à vent  protégé
- À Saint-Julien se trouve le mémorial canadien Soldat en méditation (en anglais : The Brooding Soldier), inauguré le 8 juillet 1923[1]. Contrairement aux nombreux cimetières de la région, il ne s'agit que d'un monument. La statue de granit de 10 mètres de haut représentant un soldat canadien, appuyé sur son arme à feu, est entourée d'un parc. Il rappelle les 2 000 soldats canadiens décédés lors de la première attaque au gaz de la Première Guerre mondiale (du 22 au 24 avril 1915 ), mieux connue sous le nom de Deuxième bataille d'Ypres.
- Il existe un certain nombre de cimetières militaires britanniques à Saint-Julien: 
  - St. Julien Dressing Station Cemetery (nl)
  - Seaforth Cemetery, Cheddar Villa (nl)
  - Nouveau cimetière britannique de Dochy Farm (nl)
  - Bridge House Cemetery (nl)

## Événements
Chaque année, le deuxième week-end de juillet, a lieu une kermesse, dont le point culminant est la procession  du lundi fou (Zotte Maandagstoet). La procession est traditionnellement fermée par les géants Emeliete et Camielten. Les festivités se déroulent dans une tente juste sur le terrain de jeu derrière le Hazebrug et sont terminées par un feu d'artifice.

## Géographie
Le Hanebeek traverse le centre de Saint-Julien depuis Zonnebeke. Le ruisseau se poursuit jusqu'à Langemarck, où il se jette dans le Steenbeek. Le Hanebeek est situé dans le bassin versant de l’Yser.